# Zoome
zoome是日本的影片分享網站，由日本電訊公司ACCA Networks於2007年1月30日開始營運，2008年6月2日成立zoom有限公司管理營運，同年10月31日被日本電腦資訊網站ITmedia收購成為子公司，於2011年8月31日結束營運。
zoome是首個支持H.264/MPEG-4 AVC編碼兼瀏覽量僅次於NicoNico的日本影片分享網站，官方稱「Web 2.0參與型電影社群」（Web.2.0時代の参加型ムービーコミュニティ），網站由用户原創内容組建而成，其中包含用戶個人頁、社交服務等功能。